# Хокадзоно, Масая
Масая Хокадзоно (яп. 外薗 昌也 Хокадзоно Масая) — японский мангака. Родился 16 февраля 1961 года в Кагосиме. Работает в основом в жанре ужасов. Его первая манга, комедия Kyoushirou! Kyoushirou! (яп. 鏡四郎! 鏡四郎!), была отмечена жюри на конкурсе журнала Shonen Champion. В 1986 году он выпустил однотомную работу Ame no Housoku (雨の法則). С 1994 года научно-фантастическая манга Wiseman (ワイズマン) выходила в журнале Afternoon. Наиболее длинной работой Хокадзоно является хоррор-манга Inugami (犬神) в 14 томах (1997—2002). Она также публиковалась в журнале Afternoon.
Его последняя работа — хоррор-манга Kichikujima (яп. 鬼畜島 Китикудзима) о том, как шесть человек из кружка исследований развалин университета Мэйдзи прибыли на безлюдный остров и столкнулись там с таинственным человеком, носящим на голове кожу свиньи. Первый том был издан 22 мая 2014 года издательством Takeshobo.

## Работы
- Kyoushirou! Kyoushirou! (鏡四郎! 鏡四郎!, 1982)
- Silent runner
- V・O・I・C・E
- Инугами (犬神, 1996)
- Новые (エマーリング, 2004)
- Вор, укравший будущее (明日泥棒, сценарист, 2007)
- Подруга (ガールフレンド, сценарист[4], 2003)
- Манга мертвецов (マンが・オブ・ザ・デッド , одна глава, 2012)
- Дьявольский остров (鬼畜島, 2014)
- Убийственные метарфозы (殺戮モルフ, сценарист, 2017)
- Принцесса-насекомое (蟲姫, сценарист, 2013)
- Бессоница (インソムニア, 2011)
- Остров потрохов (臓物島, 2019)
- Дьявольские мстители (鬼畜アベンジャーズ, 2020)
- Лето, которое я провёл с тобой (琉伽といた夏 , 2001)
- Доктор Модрид (Dr.モードリッド, 1996)
- Смертельная игра (死のゲーム, сценарист, 2018)

### Серия манги «Книга» (異本, сценарист)
- Чёрная книга (黒異本, 2014)
- Красная книга (赤異本, 2015)
- Белая книга (白異本, 2017)
- Тёмная книга (闇異本, 2020)

### Серия манги «Тыквенная ночь» (パンプキンナイト, сценарист)
- Тыквенная ночь (パンプキンナイト, 2016)
- Наоко - Ночь тыковки Гайден (尚子〜パンプキンナイト外伝, 2020)